# 2017년 대한민국의 주말 흥행 1위 영화 목록
다음은 2017년 대한민국에서 주말(금요일 ~ 일요일) 흥행 1위를 달성한 영화의 목록이다.
| 주 | 날짜             | 영화                                     | 수입 (단위: 원) | 비고 |
| -- | ---------------- | ---------------------------------------- | --------------- | ---- |
| 1  | 2017년 1월 8일   | 《너의 이름은.》                         | 7,067,751,542   |      |
| 2  | 2017년 1월 15일  | 《너의 이름은.》                         | 6,181,014,208   |      |
| 3  | 2017년 1월 22일  | 《더 킹》                                | 11,229,582,429  |      |
| 4  | 2017년 1월 29일  | 《더 킹》                                | 16,642,289,134  |      |
| 5  | 2017년 2월 5일   | 《더 킹》                                | 8,864,289,418   |      |
| 6  | 2017년 2월 12일  | 《조작된 도시》                          | 7,497,225,744   |      |
| 7  | 2017년 2월 19일  | 《재심》                                 | 6,365,988,408   |      |
| 8  | 2017년 2월 26일  | 《23 아이덴티티》                        | 5,998,271,400   |      |
| 9  | 2017년 3월 5일   | 《로건》                                 | 5,608,422,365   |      |
| 10 | 2017년 3월 12일  | 《콩: 스컬 아일랜드》                    | 7,070,585,043   |      |
| 11 | 2017년 3월 19일  | 《미녀와 야수》                          | 11,968,222,549  |      |
| 12 | 2017년 3월 26일  | 《미녀와 야수》                          | 8,702,240,144   |      |
| 13 | 2017년 4월 2일   | 《미녀와 야수》                          | 5,422,410,883   |      |
| 14 | 2017년 4월 9일   | 《미녀와 야수》                          | 2,925,415,703   |      |
| 15 | 2017년 4월 16일  | 《분노의 질주: 더 익스트림》             | 9,131,082,792   |      |
| 16 | 2017년 4월 23일  | 《분노의 질주: 더 익스트림》             | 5,900,744,611   |      |
| 17 | 2017년 4월 30일  | 《특별시민》                             | 4,985,507,345   |      |
| 18 | 2017년 5월 7일   | 《가디언즈 오브 갤럭시 VOL. 2》          | 7,811,315,555   |      |
| 19 | 2017년 5월 14일  | 《에이리언: 커버넌트》                   | 4,476,180,914   |      |
| 20 | 2017년 5월 21일  | 《겟 아웃》                              | 6,812,798,755   |      |
| 21 | 2017년 5월 28일  | 《캐리비안의 해적: 죽은 자는 말이 없다》 | 9,997,982,320   |      |
| 22 | 2017년 6월 4일   | 《원더우먼》                             | 7,194,235,998   |      |
| 23 | 2017년 6월 11일  | 《미이라》                               | 9,673,333,501   |      |
| 24 | 2017년 6월 18일  | 《미이라》                               | 4,258,718,179   |      |
| 25 | 2017년 6월 25일  | 《트랜스포머: 최후의 기사》              | 10,852,019,128  |      |
| 26 | 2017년 7월 2일   | 《박열》                                 | 6,747,902,970   |      |
| 27 | 2017년 7월 9일   | 《스파이더맨: 홈커밍》                   | 22,011,899,274  |      |
| 28 | 2017년 7월 16일  | 《스파이더맨: 홈커밍》                   | 11,861,028,449  |      |
| 29 | 2017년 7월 23일  | 《덩케르크》                             | 9,806,941,743   |      |
| 30 | 2017년 7월 30일  | 《군함도》                               | 20,861,427,440  |      |
| 31 | 2017년 8월 6일   | 《택시운전사》                           | 24,130,087,636  |      |
| 32 | 2017년 8월 13일  | 《택시운전사》                           | 14,701,139,560  |      |
| 33 | 2017년 8월 20일  | 《택시운전사》                           | 7,856,324,553   |      |
| 34 | 2017년 8월 27일  | 《브이아이피》                           | 5,103,877,825   |      |
| 35 | 2017년 9월 3일   | 《킬러의 보디가드》                      | 4,844,455,000   |      |
| 36 | 2017년 9월 10일  | 《살인자의 기억법》                      | 7,560,728,634   |      |
| 37 | 2017년 9월 17일  | 《살인자의 기억법》                      | 4,078,327,481   |      |
| 38 | 2017년 9월 24일  | 《아이 캔 스피크》                       | 4,975,432,760   |      |
| 39 | 2017년 10월 1일  | 《킹스맨: 골든 서클》                    | 13,635,769,296  |      |
| 40 | 2017년 10월 8일  | 《남한산성》                             | 11,207,897,192  |      |
| 41 | 2017년 10월 15일 | 《범죄도시》                             | 8,123,800,081   |      |
| 42 | 2017년 10월 22일 | 《범죄도시》                             | 6,724,988,085   |      |
| 43 | 2017년 10월 29일 | 《토르: 라그나로크》                     | 13,374,938,674  |      |
| 44 | 2017년 11월 5일  | 《토르: 라그나로크》                     | 7,123,896,407   |      |
| 45 | 2017년 11월 12일 | 《토르: 라그나로크》                     | 3,945,444,700   |      |
| 46 | 2017년 11월 19일 | 《저스티스 리그》                        | 7,039,639,749   |      |
| 47 | 2017년 11월 26일 | 《꾼》                                   | 9,944,552,448   |      |
| 48 | 2017년 12월 3일  | 《꾼》                                   | 5,587,180,547   |      |
| 49 | 2017년 12월 10일 | 《꾼》                                   | 3,469,673,500   |      |
| 50 | 2017년 12월 17일 | 《강철비》                               | 11,489,945,816  |      |
| 51 | 2017년 12월 24일 | 《신과함께: 죄와 벌》                    | 22,684,795,069  |      |
| 52 | 2017년 12월 31일 | 《신과함께: 죄와 벌》                    | 20,534,212,913  |      |

## 같이 보기
- 2017년 대한민국의 영화 목록

## 참고 자료
- KOFIC 영화진흥위원회 주간/주말 박스오피스 참고